# Chassirons fyr

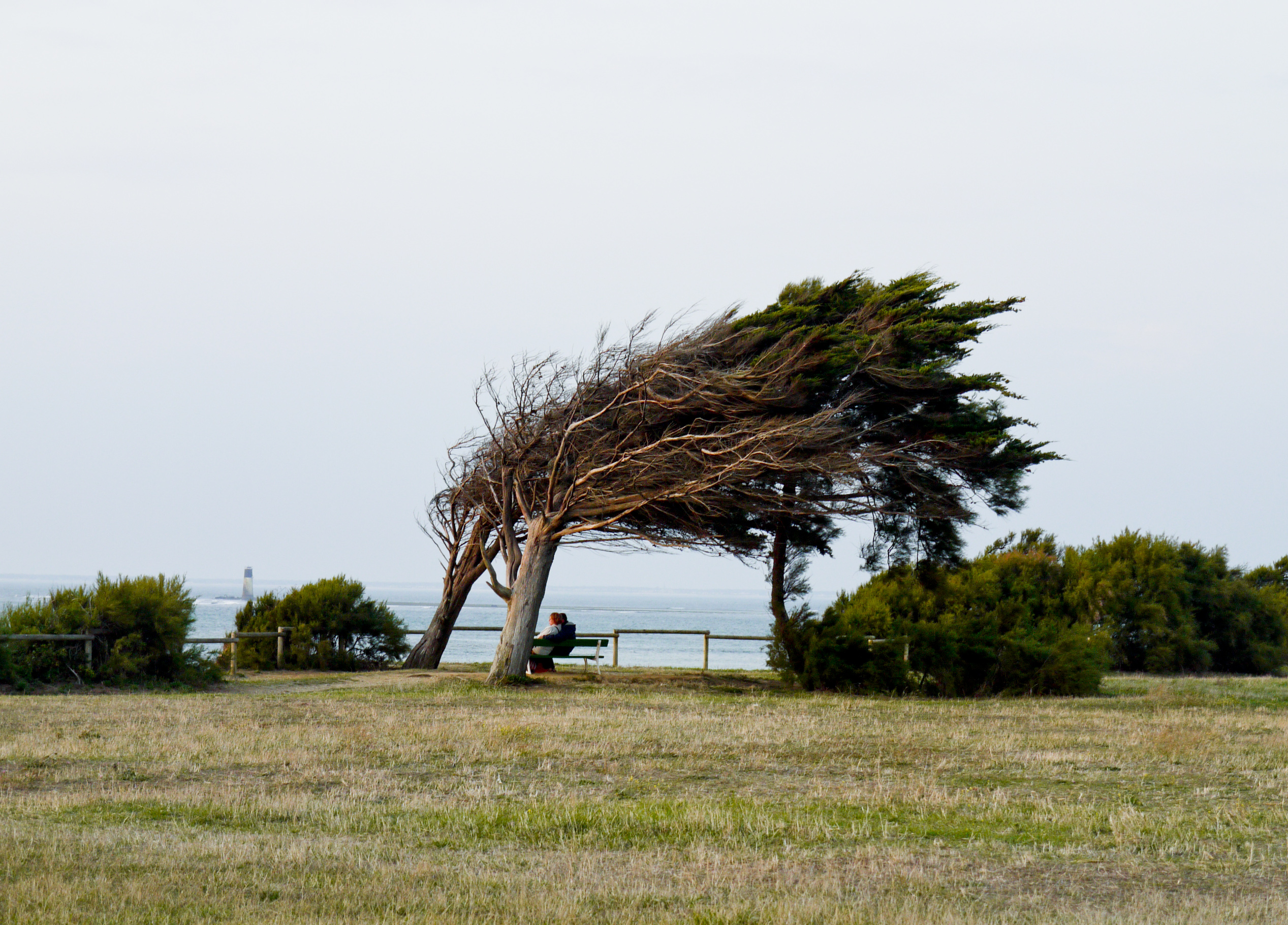
Växtligheten är hårt ansatt av hav och vind

Chassirons fyr, byggd på en stenig klippgrund, ligger vid norra spetsen av ön Île d'Oléron, nära staden Saint-Denis d'Oléron. Fyren hjälper sjöfarare att passera sundet Pertuis d'Antioche, ett ställe känt för spridda rev och för många skeppsbrott. Det är den äldsta fyren som fortfarande är i drift i Frankrike efter Phare de Cordouan.

## Fyren i siffror
- 1685 (första fyren)
- 1834 nuvarande konstruktion
- Datum för driftsättning: 1 december 1836
- Höjd: 46 meter
- Fundamentet: 18 m i diameter, grundlagt 3 m djup
- Ljus: knippe av 8 ljusstrålar, följt av 10 sek paus
- Räckvidd: ca 52 km (28 nautiska mil)
- Datum för automatisering: 1998
- Antal trappsteg: 224

## Historia
Den första fyren byggdes 1635 för att säkra infarten till den kungliga befästningen i Rochefort.
Fyren har fått namn efter den närmaste byn.
Nuvarande fyren stod klar 1836, först upplyst med olja och gas (1895) och sedan med el (1905), vilket gjorde ljusstrålen synlig upp till 40 km.
Idag är dess åtta ljusblixtar synliga upp till 52 km en klar dag, tack vare lanternan som är placerad på en höjd av 43 m över marken.
Från fyren, vars spiraltrappa har 224 steg, kan man se städerna La Rochelle och Ré och den norra delen av Île d’Oléron. 

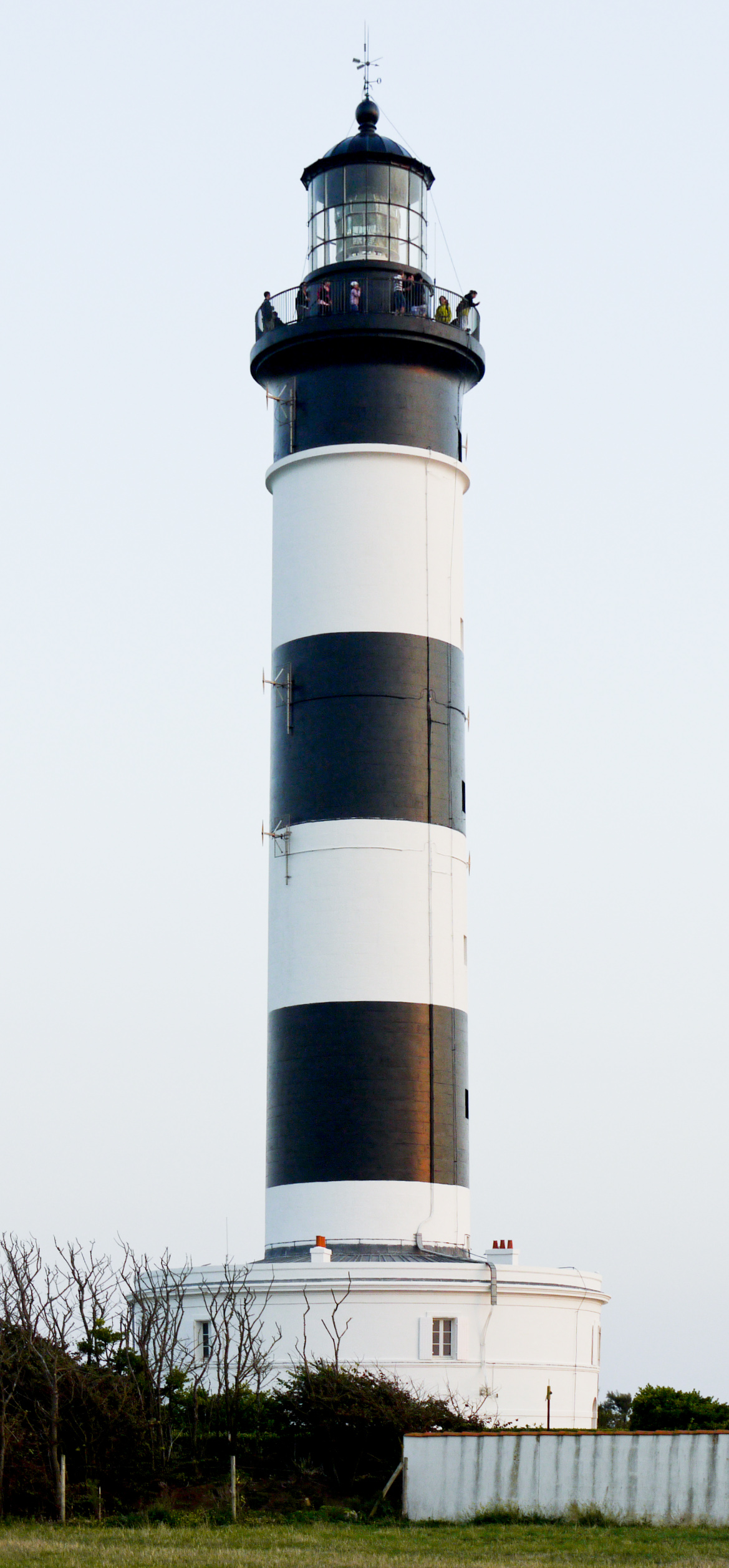
Fyrtornet
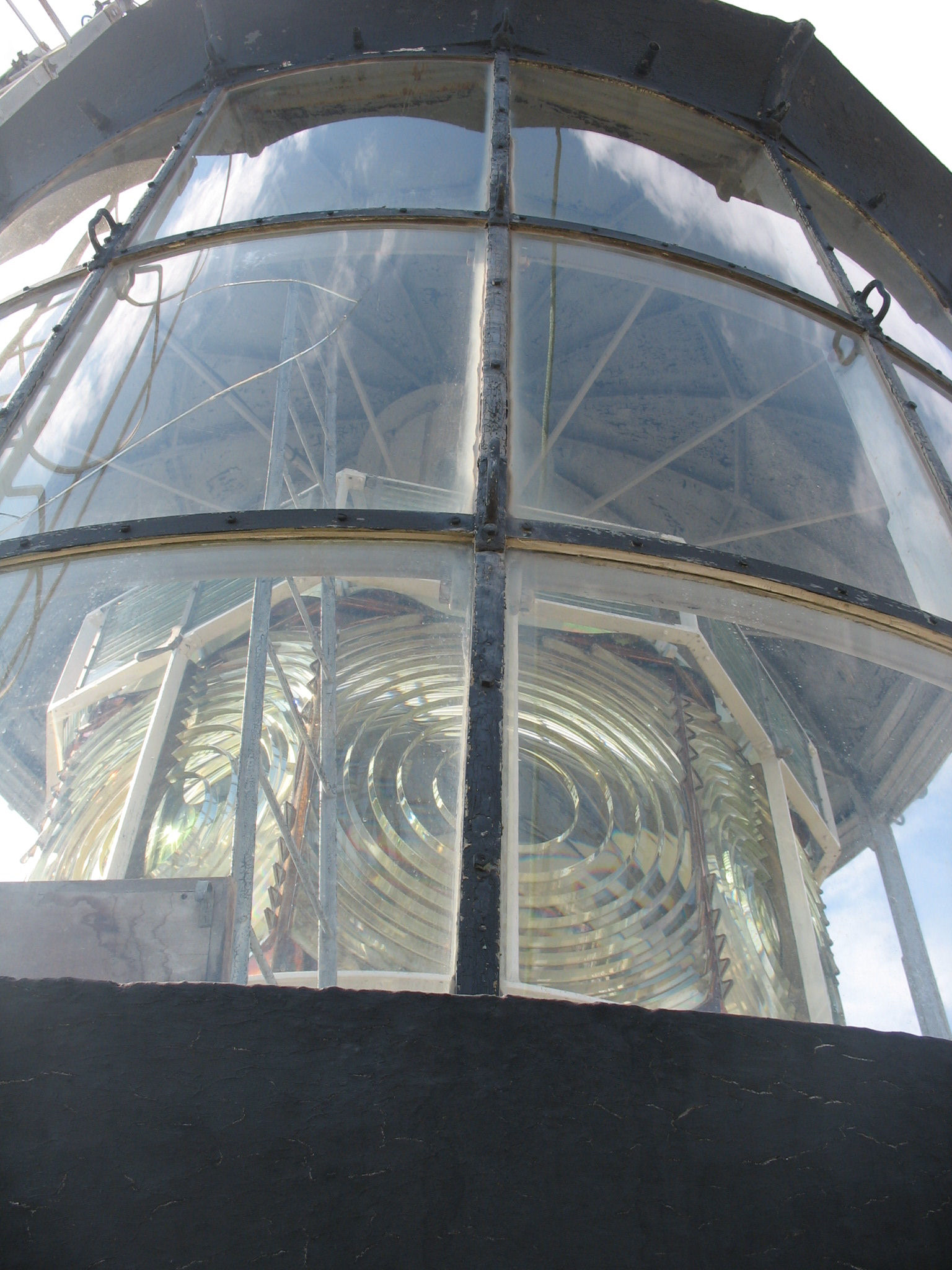
Lanternan

## Museet
Rotundan runt fyren rymmer ett museum. Museets sex utrymmen är inriktade på å ena sidan, runt uppkomsten av traditionellt fiske, från båt, till fots och med fångstdammar och å andra sidan, jordbruket, som delats mellan trädgårdsskötsel och vinodling, och de svårigheter som jordbrukare mött från vind och saltvatten som bränt grödorna. 

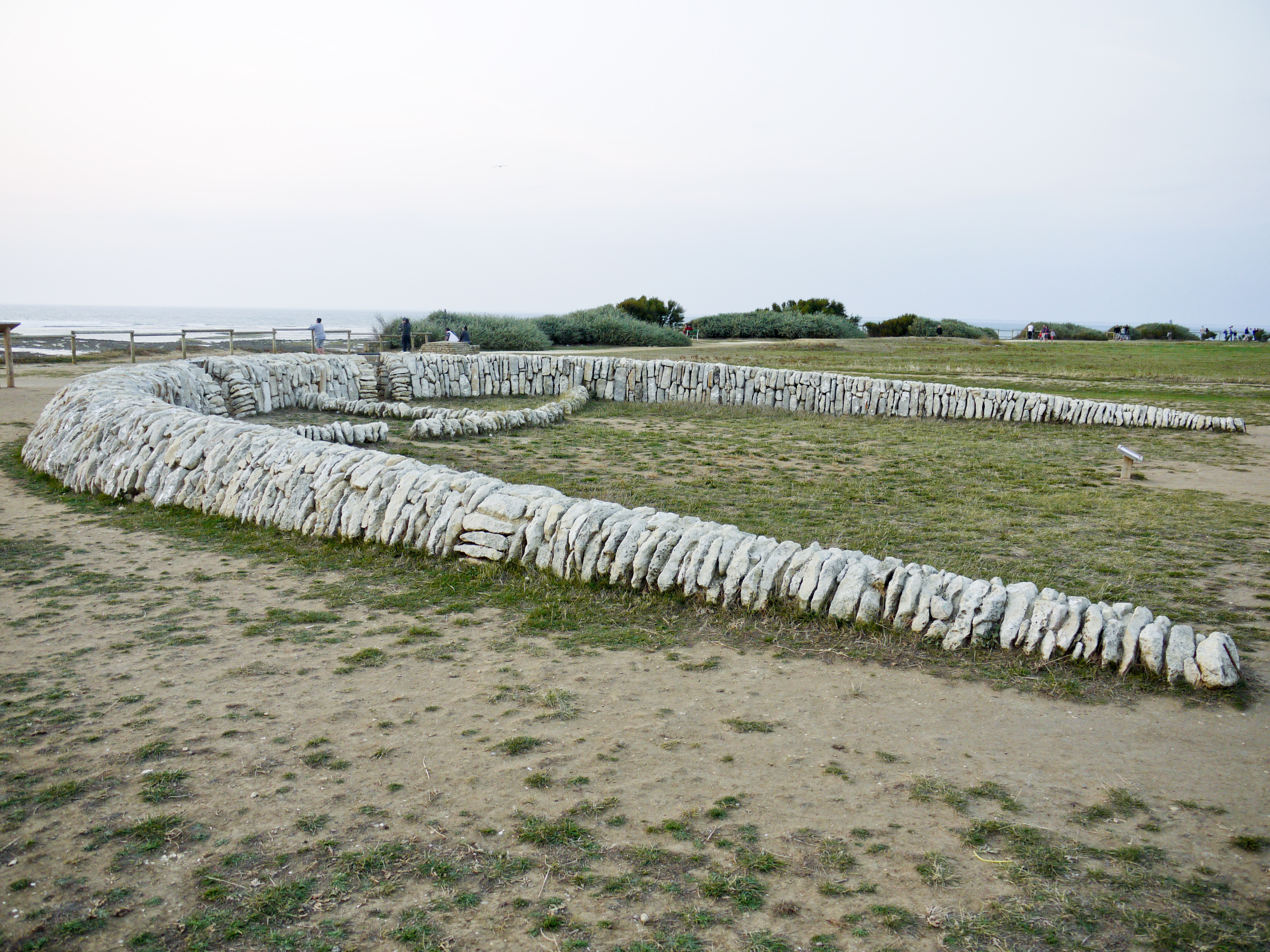
Rekonstruktion av fångstdamm

## Fyrens trädgård
Trädgården är formad som en kompassros. Den består av fyra bassänger, som pedagogiska möbler, en med en modern trädgård med gräs och prydnadsväxter, en traditionell trädgård med 21 sorters rosor, en köksträdgård och vingård. 

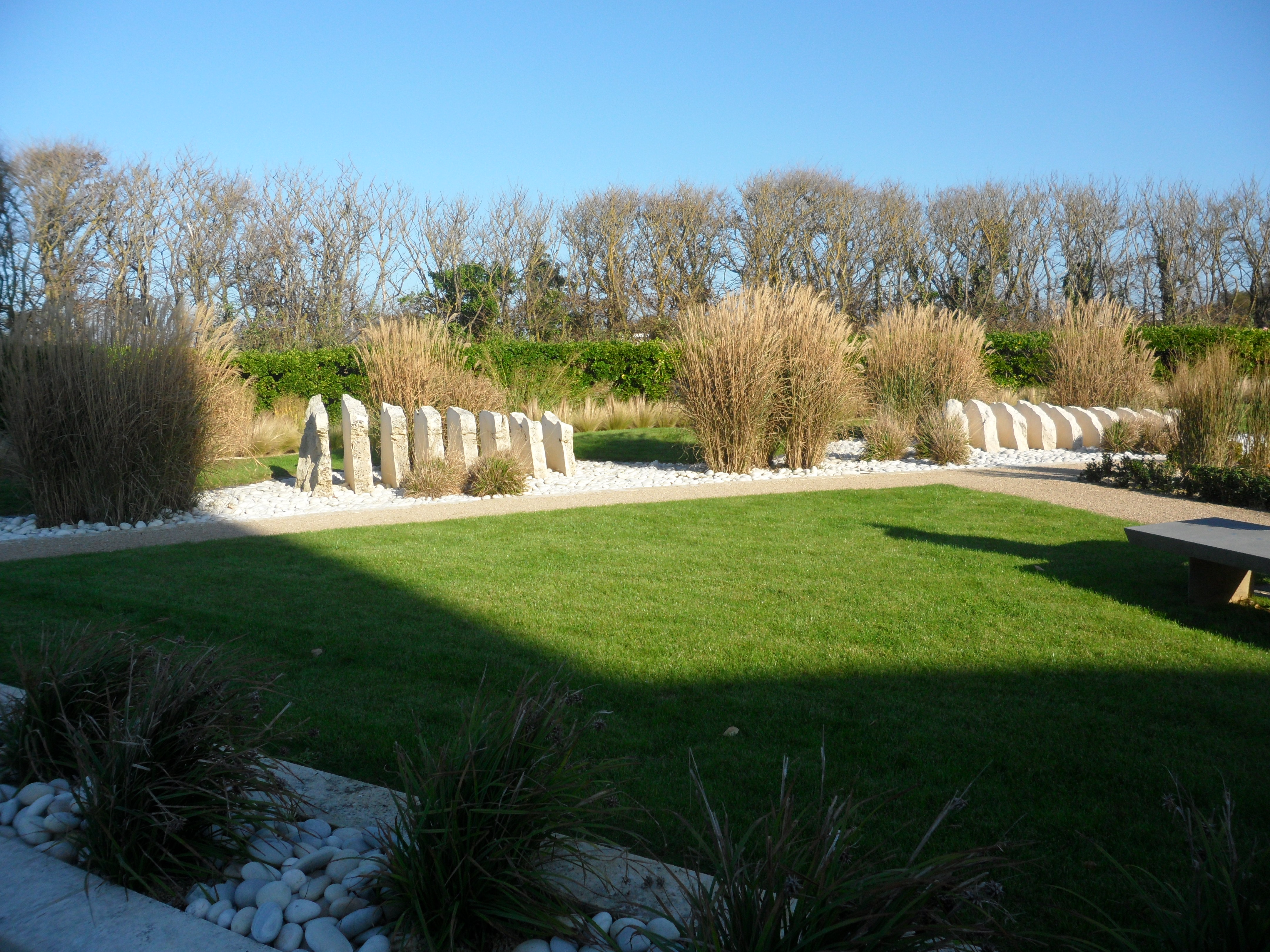
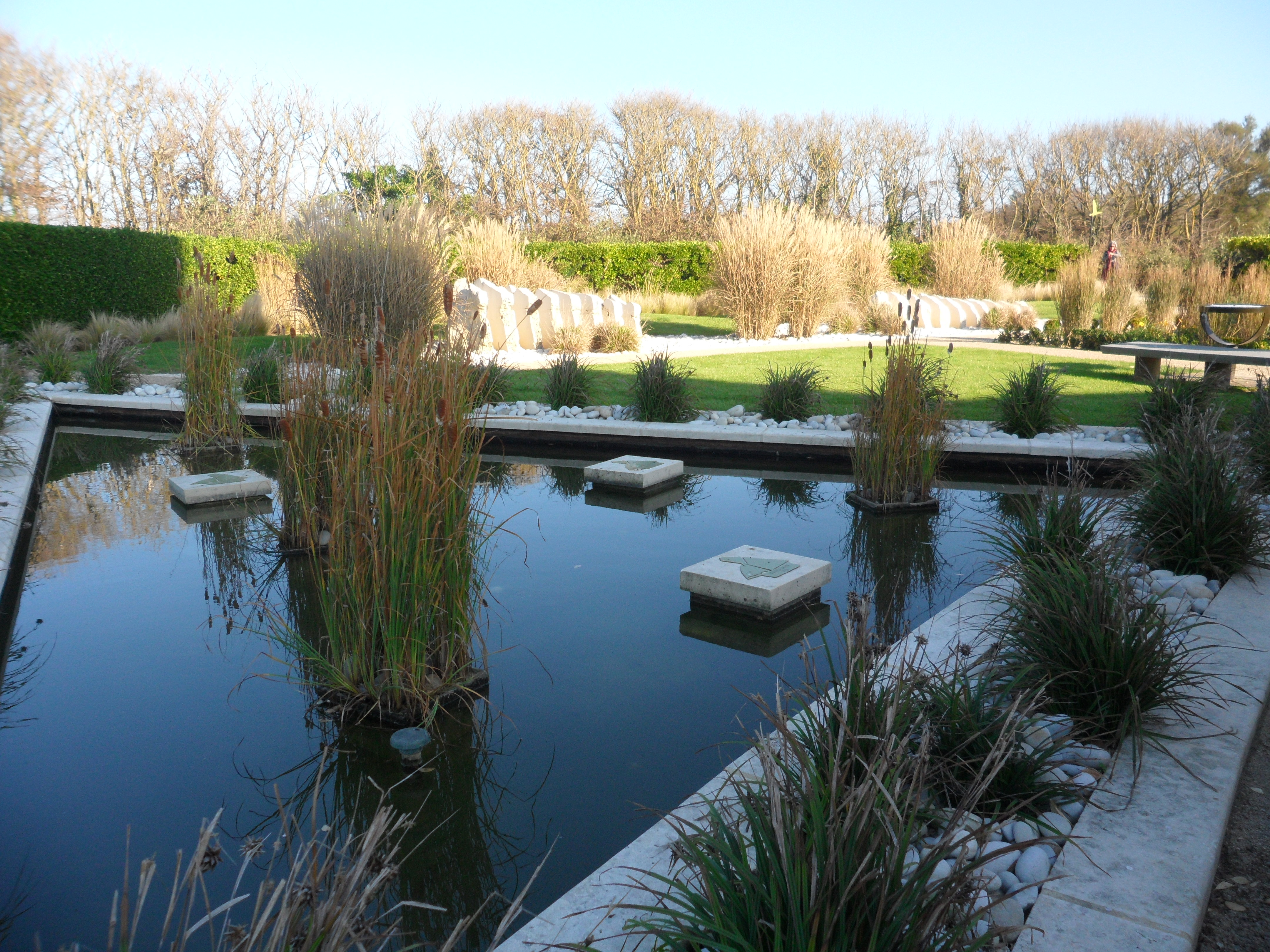

Trädgården är en av drygt 200 trädgårdar som klassificeras som "Jardins remarquables" (”Märkliga trädgårdar”) av Frankrikes kulturministerium och kommittén Comité des Parcs et Jardins de France. 